# East Gaffney
East Gaffney est une census-designated place située dans le comté de Cherokee, dans l’État de Caroline du Sud, aux États-Unis. Lors du recensement de 2020, elle comptait 2 882 habitants.